# 2555 Thomas
2555 Thomas è un asteroide della fascia principale. Scoperto nel 1980, presenta un'orbita caratterizzata da un semiasse maggiore pari a 2,8695314 au e da un'eccentricità di 0,0806439, inclinata di 0,90225° rispetto all'eclittica.
L'asteroide è dedicato all'astronomo statunitense Norman G. Thomas.